# جاك نيكولاس
جاك ويليام نيكولاس (بالإنجليزية: Jack Nicklaus) (وُلد في 21 من يناير 1940م)، يُلقب بـ «الدُب الذهبي»، هو لاعب جولف أمريكي محترف. ويُعرف على نطاقٍ واسع بـأكبر لاعب جولف محترف حقق إنجازات في التاريخ، حيث فاز بإجمالي 18 بطولة كبرى في حياته المهنية، بينما حقق المركز الثاني في 19 بطولة والمركز الثالث في 9 بطولات كبرى تتعلق ببطولات بي جي إيه تور على مدار 25 سنة. لم يلعب نيكولاس العديد من البطولات، وذلك لأنه أراد التركيز على البطولات الكبرى، ولكنه لا يزال يحتل المركز الثالث في قائمة الفائزين ببطولة بي جي إيه، محققًا 73 انتصارًا.
وبعد فوزه مرتين ببطولة الولايات المتحدة للهواة في عامي 1959م و1961م، ودخوله في تحدٍ للفوز ببطولة الولايات المتحدة المفتوحة للجولف في عام 1960م، أصبح نيكولاس لاعبًا محترفًا بحلول نهاية عام 1961م. ولقد كانت بطولة الولايات المتحدة المفتوحة لعام 1962م هي أول بطولة كبرى يفوز بها نيكولاس وأول فوز احترافي له. وكان هذا الفوز على أرنولد بالمر هو نقطة انطلاق المنافسة بينهما في ملاعب الجولف. وفي عام 1966م، فاز نيكولاس بـ بطولة الأساتذة للسنة الثانية على التوالي، وأصبح أول لاعب جولف يُحقق ذلك، وفاز أيضًا بالبطولة المفتوحة، مكملاً سلسلة انتصاراته في حياته المهنية بالبطولات الكبرى. وأصبح أصغر لاعب يحقق ذلك في هذا الوقت، حيث كان يبلغ من العمر 26 عامًا. وفي عامي 1968م و1969م، لم يفز نيكولاس ببطولة كبرى. ثم بعد ذلك فاز ببطولة مفتوحة أخرى في عام 1970م.
وبين عامي 1971م و1980م، فاز بتسع بطولات كبرى أخرى، مُتخطيًا بذلك سجل بوبي جونز الذي فاز بـ 13 بطولة كبرى، وأصبح أول لاعب يحقق سلسلة انتصارات مزدوجة وثلاثية في حياته المهنية في أربع بطولات احترافية كبرى في لعبة الجولف. وفي عمر 46، حصل نيكولاس على البطولة الكبرى الثامنة عشر والأخيرة في بطولة الأساتذة لعام 1986، وبذلك أصبح الفائز الأكبر سنًا بالبطولة. التحق نيكولاس ببطولة بي جي إيه تور الكبرى (والمعروفة الآن بدورة الأبطال (تشامبيونز تور)) في يناير عام 1990م، عندما أصبح مؤهلاً، وبحلول أبريل عام 1996م، فاز بـ 10 بطولات من بطولات هذه الدورة، منها 8 بطولات كبرى في هذه الدورة (تور) على الرغم من لعبه في إطار جدول زمني محدود جدًا. واستمر يلعب في بطولات «التور» الكبرى الأربع التي يتم تنظيمها باستمرار على الأقل حتى عام 2005م، وذلك عندما ظهر لآخر مرة في البطولات المفتوحة وفي بطولة الأساتذة.
كما شارك نيكولاس أيضًا في أنشطة مختلفة خارج ملاعب الجولف، تشمل تصميم ملاعب الجولف والأعمال الخيرية وتأليف الكتب. ويدير نيكولاس أيضًا بطولته الخاصة التي تنظمها بي جي إيه تور، وهي البطولة التذكارية. وتُعتبر شركة تصميم مسارات ملاعب الجولف خاصته هي إحدى الشركات الكبرى في العالم. وتتنوع الكتب التي ألفها نيكولاس بين الكتب التعليمية وكتب السير الذاتية، حيث يُعتبر كتابه طريقي في الجولف (Golf My Way) هو أحد أفضل الكتب التعليمية لرياضة الجولف في جميع الأوقات؛ والفيديو التعليمي الذي يحمل نفس الاسم هو الأكثر رواجًا في لعبة الجولف حتى الآن.

## وصلات خارجية
- جاك نيكولاس على موقع رابطة لاعبي الغولف المحترفين (الإنجليزية)
- جاك نيكولاس على موقع رابطة اليابان للاعبي الغولف المحترفين (الإنجليزية)
- جاك نيكولاس على موقع التصنيف العالمي الرسمي للغولف (الإنجليزية)
- جاك نيكولاس على موقع قاعة فلوريدا للمشاهير الرياضية (الإنجليزية)

- Nicklaus.com Official site and portal to other official Nicklaus-related websites
  - PGA Tour career summary
  - Nicklaus Design نسخة محفوظة 11 نوفمبر 2019 على موقع واي باك مشين.
- Nicklaus Travel
- Nicklaus Golf Equipment
- Nicklaus Museum
- Jack Nicklaus نسخة محفوظة 17 نوفمبر 2014 على موقع واي باك مشين. at golfmajorchampionships.com
- HeadlineSports.net نسخة محفوظة 31 مايو 2020 على موقع واي باك مشين. All Jack Nicklaus Sports Illustrated Covers
- Jack Nicklaus نسخة محفوظة 17 أكتوبر 2015 على موقع واي باك مشين. Profile, trivia, quotes and other resources from About.com.
- Jack Nicklaus] Profile at Golf Legends